# شهرستان همیلتون (آیووا)
شهرستان همیلتون، آیووا (به انگلیسی: Hamilton County, Iowa) شهرستانی در ایالات متحده آمریکا است که در آیووا واقع شده‌است.